# نيكولا بروكاتشيني
نيكولا بروكاتشيني (من مواليد 21 يناير 1976، روما) سياسي إيطالي وعضو في البرلمان الأوروبي منذ عام 2019. شغل منصب عمدة تيراتشينا حتى 30 مايو 2011 إلى 6 مايو 2015. في 21 يونيو 2016 أعيد انتخابه مرة أخرى عمدة تيراسينا.